# 瘤菅
瘤菅（学名：Themeda anathera）为禾本科菅属下的一个种。

## 扩展阅读
- 維基物種上的相關：瘤菅